# Silchester
Silchester és una parròquia del Regne Unit, que pertany al comtat de Hampshire (Anglaterra). Va ser en l'època celta i romana la capital dels atrebats, anomenada Calleva Atrebatum, les ruïnes de la qual encara es poden visitar. A causa del seu interès històric, el 1999 va ser nomenada àrea de conservació del tipus SSSI (Site of Special Scientific Interest, «lloc d'especial interès científic»).

## Localització

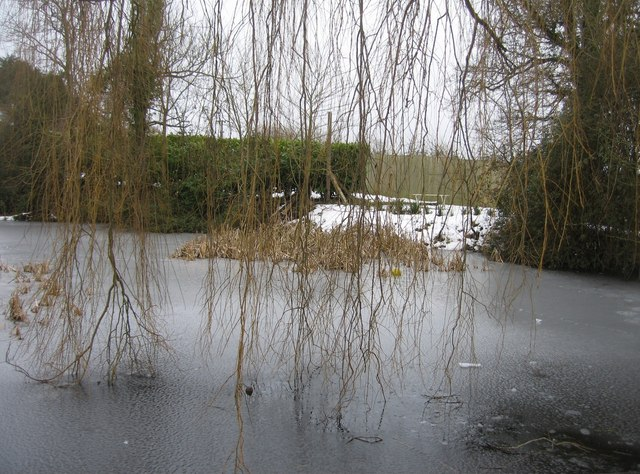
Un dels estanys durant una gelada.

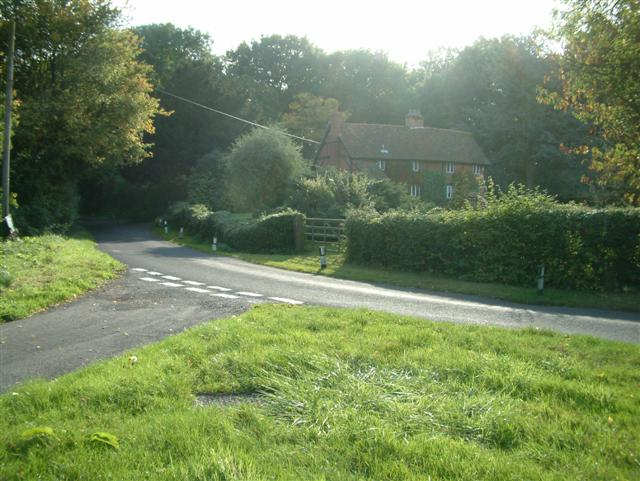
Grup d'arbres a Silchester.

Silchester està al nord del comtat de Hampshire, a uns 43 km de Winchester, la capital del cotat, però a 14 km al sud-oest de Reading (al comtat de Berkshire). El territori municipal de Silchester és una àrea geològica que comprèn predominantment grava, pedra i argila. Hi ha petits estanys que es formen on les clapes d'argila permeten que s'acumuli aigua i és prou fondo perquè es mantingui. Al voltant d'aquests estanys creixen joncs i, encara que n'hi ha molts escampats pel poble, hi ha una zona que s'anomena The Pound («l'estany») on està el més gran. El centre de la zona habitada està construït sobre una àrea de bruguerar, mentre que l'àrea de terrenys fèrtils està ocupada per granges. Tot al voltant es troben arbres: pi negre, teix, roure són els més característics, envoltats de plantes arbustives com ara castanyers d'Índies.

## Història
En aquest lloc hi havia a l'edat del ferro un poblat fortificat. Les monedes que s'hi han trobat porten la inscripció "COMMIO", un líder que es creu que va emigrar de la Gàl·lia amb la seva gent, una tribu dels atrebats. Aquests primers habitants eren aliats dels romans i entre els seus objectes s'han trobat productes elaborats a la Mediterrània, com ara àmfores.

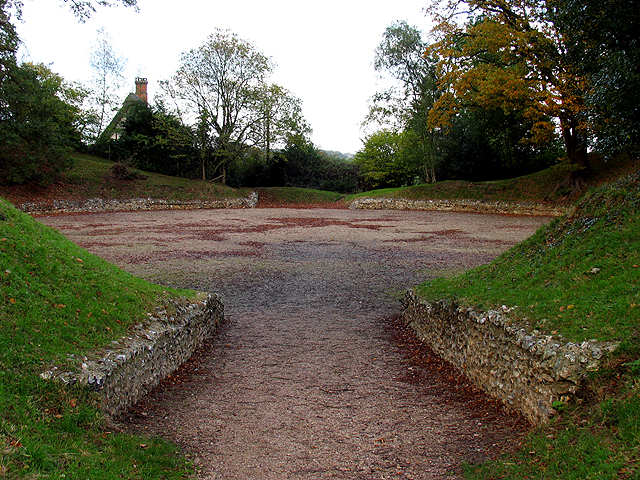
Restes de l'amfiteatre

Quan els romans van conquerir Britànnia l'any 43 dC, van ocupar aquesta ciutat i la van ampliar —la romana fa 40 hectàrees mentre que la dels atrebats en feia 32— i la van anomenar Calleva atrebatum. Aquest tipus de topònim format per dues paraules indica que hi havia una altra ciutat anomenada Calleva, probablement a la zona dels belgae del nord de la Gàl·lia. En les actuals ruïnes de la ciutat romana, per veure com era la ciutat celta dels atrebats cal excavar més avall. Van construir diversos edificis públics: un fòrum amb una basílica, un amfiteatre, uns banys i una mansio, ja que per aquí passava una carretera principal, que els historiadors anomenen El corredor del dimoni (Devil's Highway), la qual enllaçava amb Londinum. Aquesta carretera, en arribar a Calleva Atrebatum es dividia en tres ramals: cap a Acquae Sulis, cap a Glevum, i cap a Serviodonum (a prop de l'actual Salisbury).
Els romans van abandonar aquesta ciutat entre el segle v i el VII, molt més tard que la resta del ciutats britàniques. Els anglosaxons van fundar primer Winchester i Dorchester, que estan més al sud, i no van tenir pressa per instal·lar-se a Calleva Atrebatum, per la qual cosa va estar gairebé abandonada durant dos mil·lennis i, quan ho van fer, van preferir instal·lar-se una mica a l'oest de l'espai ocupat pels romans.

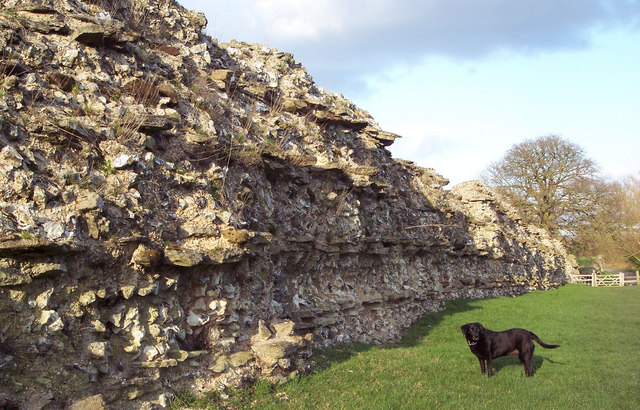
Restes de la muralla romana.

Al segle xi la major part d'aquestes terres eren propietat del rei Eduard el Confessor i el senyor que les administrava en nom seu es deia Alestan, la resta eren propietat del comte Harold Godwinson i estaven administrades per un tal Cheping. En el Domesday Book, escrit el 1086, les dues propietats estan enregistrades a nom de dos cavallers normands: William De Ow i Ralph de Mortimer, les terres del primer feien 5 hides (1hide= 49 ha) i les del segon 3 hides. El 1204, l'administrador de les terres de Willam Dee Ow va pagar per obtenir una llicència per tancar una zona al sud de la vila romana per criar cérvols. El tancat estava fet amb una rasa excavada per la part interior i un mur o bancal amb una palissada en la part superior, així els cérvols no la podien saltar.
Sembla que el nom actual es va començar a fer servir al segle xi i ve de sel-ceaster («el gran castrum»), però s'ha trobat escrit de diverses maneres: Ciltestere, Cilcestre (s.XIII), Scilchestre (s.XIV), Sylkchester (s.XVIII).

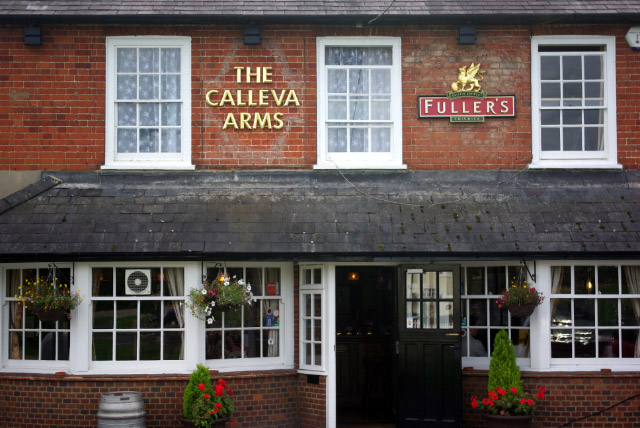
Calleva Arms, antigament Crown Inn.

Un noble irlandès, Murrough Boyle, 1r vescomte de Blesington (1685–1718) va comprar la propietat el 1704 i va passar als seus hereus fins a la mort de William Stewart, 1r comte de Blessington l'any 1769. El 1778 va passar a una altra branca de la família i la van heretar conjuntament Thomas, 1r vescomte de Vesci, i Edward Pakenham, 2n baró de Longford. El 1806 la filla del baró, Catherine Pakenham, es va casar amb Arthur Wellesley, que fou nomenat el 1814 duc de Wellington. El 1828 John, 2n vescomte de Vesci i el germà de Catherine, Thomas Pakenham, van vendre la propietat al duc de Wellington. Durant la primera dècada del segle xx, Arthur Wellesley, 4t duc de Wellington encara era el propietari de Silchester. El 1972 el duc va vendre la propietat a Jon Cook, que la va donar per a ús públic.
El duc va fer construir una escola el 1844 i el rector de l'església parroquial va recollir diners el 1865 per tenir una casa per a reunions de la comunitat, que també feia les funcions de taverna anomenada Crown Inn. El 1926 es va encomanar a l'arquitecte Norman Evill fer un ajuntament.

## Economia
L'agricultura és el principal recurs econòmic de la vila. A començament del segle XX es van establir alguns petits comerços però tots van anar desapareixent així com la gent es podia permetre comprar cotxes i fer les seves compres fora. El segon recurs econòmic són els visitants que van a veure l'àrea de conservació que, a més l'antiga ciutat romana, inclou cabanes de sostre de palla, l'arquitectura tradicional d'aquesta part del país.

## Esglésies

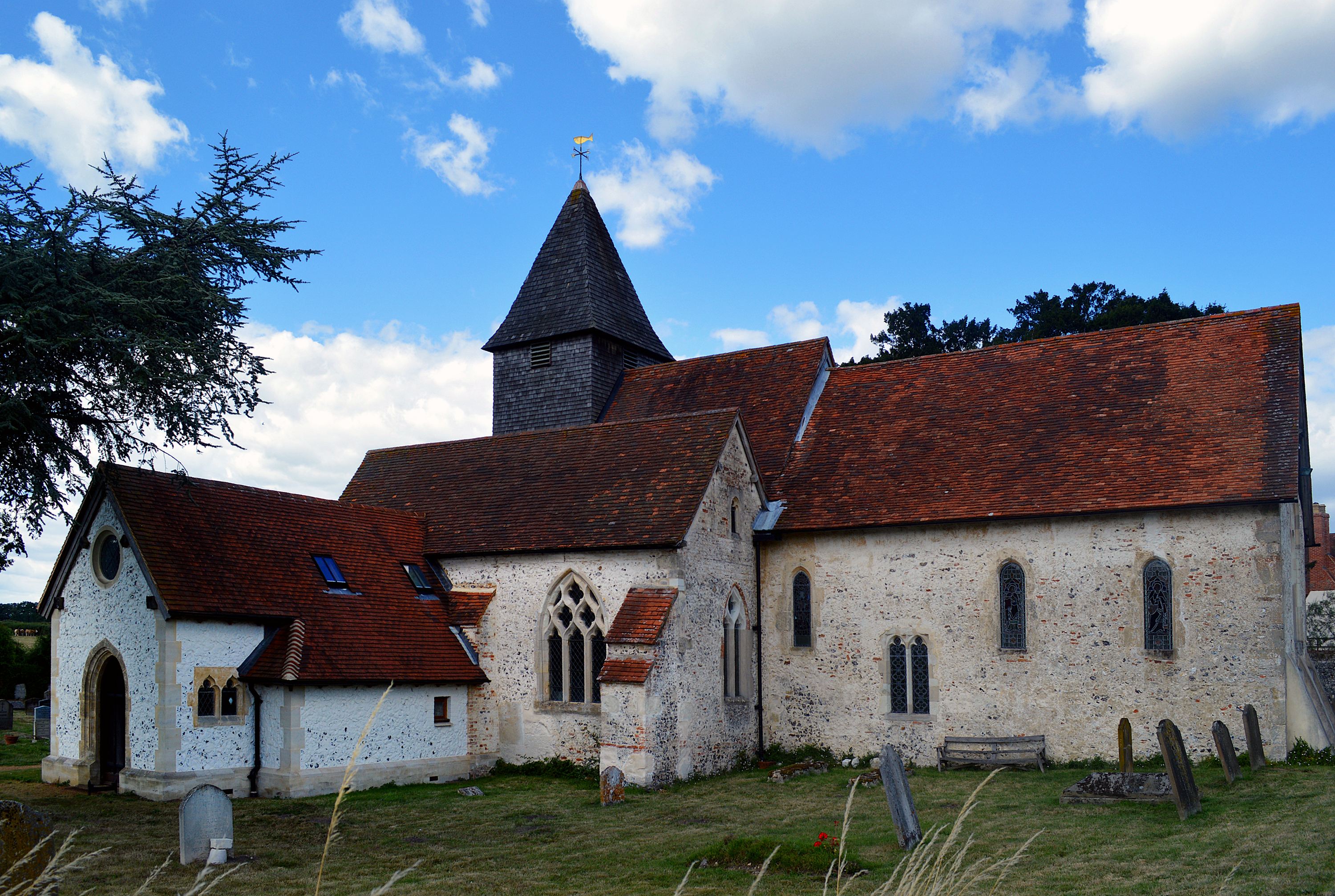
L'església de santa Maria

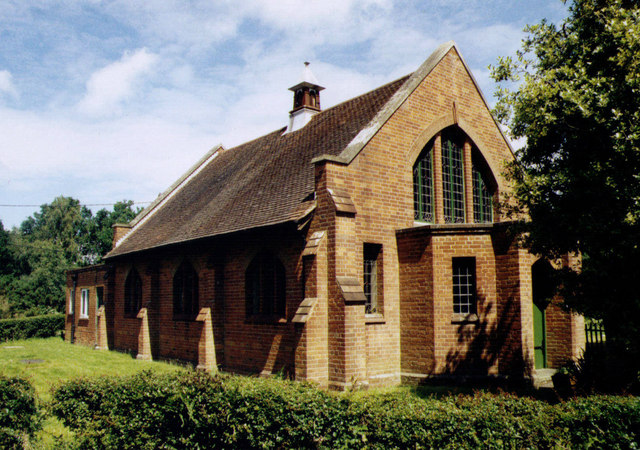
Capella metodista

L'església principal és la dedicada a santa Maria. Aquesta església està dins la zona romana i ocupa probablement el lloc d'un antic temple pagà. La construcció data de finals del segle xii o de començaments del xiii. Consta de dues naus: l'una cap al nord i l'altra cap al sud, cadascuna dividida en dos espais. El presbiteri és més gran que la resta de l'església i no hi ha cap arc que separi ambdues parts. El mur de la nau sud es va reconstruir el 1325–50, afegint un espai sota un arc conopial per la tomba amb l'efígie d'una dama que porta una toca. Al segle xiv s'hi van afegir dues finestres i dues més al segle xv.
La galeria per al cor data del 1639. El campanar té un conjunt de cinc campanes: quatre van ser fetes al taller de John Stares d'Aldbourne, a Wiltshire el 1744, l'altra la va fer William Taylor d'Oxford el 1848.
A més d'aquesta església de culte anglicà, hi ha a Silchester una església per al culte metodista.

## Activitats socials i culturals
A Silchester se celebra una fira de la cervesa, un festival de música.
Hi ha una societat d'amics del teatre i una associació cultural.
El club de criquet local juga en la divisió regional Three North East de la lliga de Hampshire.

## L'emblema de Silchester
L'emblema de Silchester conté els següents elements:
Un xoriguer en representació de la diversitat animal d'aquest lloc, unes espigues de blat símbol de la importància del camp en l'economia local, una orquídia i una rosella en representació de la flora local, l'església de santa Maria que representa el passat històric, el teix centenari —es creu que té uns 400 anys—, un mur, en representació de la Calleva Atrebatum, una estany i un jonc, que són un tret característic del paisatge a Silchester i se'n torben per tota la vila.